# Souffrance
Pour les articles homonymes, voir Souffrance (homonymie).
 (août 2015).
Si vous disposez d'ouvrages ou d'articles de référence ou si vous connaissez des sites web de qualité traitant du thème abordé ici, merci de compléter l'article en donnant les références utiles à sa vérifiabilité et en les liant à la section « Notes et références ».
La souffrance, ou la douleur au sens large, est une expérience de désagrément et d'aversion liée à un dommage ou à une menace de dommage chez l'individu. La souffrance est l'élément fondamental qui constitue la valence négative des phénomènes affectifs.
La souffrance peut être physique ou mentale, selon qu'elle se rattache principalement à un processus somatique ou psychique dans un organisme. La douleur (comme sensation), la nausée, la détresse respiratoire, et la démangeaison sont des exemples de souffrance physique. L'anxiété, le deuil, la haine, l'ennui sont des exemples de souffrance mentale. L'intensité de la souffrance peut présenter tous les degrés, depuis l’anodin négligeable jusqu’à l’atroce insupportable. En même temps que l’intensité, deux autres facteurs sont souvent pris en considération, la durée et la fréquence d’occurrence. L'attitude des individus envers la souffrance peut varier énormément, selon la mesure où, estiment-ils, elle est légère ou sévère, évitable ou inévitable, utile ou inutile, méritée ou imméritée, choisie ou non voulue, acceptable ou inacceptable, de conséquences mineures ou graves.
Les mots douleur et souffrance peuvent prêter à confusion et demander une attention particulière :
- ils peuvent être synonymes et interchangeables ;
- ils sont parfois utilisés en opposition l'un à l'autre, par ex. « la douleur est physique, la souffrance est mentale » ;
- un mot peut désigner une variété de ce que désigne l'autre mot, par ex. « une douleur, c'est une souffrance physique », ou « une souffrance, c'est une douleur sévère, physique ou mentale » ;
- la souffrance est un sentiment qui combine plusieurs ingrédients liés ou pas à la douleur, à la durée, à la période, à la situation, au statut, à l'intégrité, à l'identité, etc. du patient, et plus généralement de l'être vivant.
- et les deux mots sont parfois utilisés encore d'autres façons.

Tous les individus souffrent au cours de leur vie, de diverses façons, et souvent dramatiquement. Aucun champ de l'activité humaine ne s'occupe du sujet de la souffrance dans son ensemble, mais plusieurs s’intéressent à sa nature ou à ses processus, à ses origines ou à ses causes, à sa signification ou à son importance, aux comportements personnels ou sociaux ou culturels qui y sont reliés, à ses remèdes, à sa gestion, à ses utilisations.

## Éthique et philosophie
L'hédonisme, en tant que théorie éthique, affirme que le bon et le mauvais résident en définitive dans le plaisir et la douleur. Les épicuriens, quant à eux, mettent l'accent sur la prévention de la souffrance plus que sur la poursuite du plaisir, parce qu'ils trouvent que le plus grand bonheur consiste en un état de tranquillité (ataraxie), exempt de douleur et à l'abri des ennuis qu'entraîne la poursuite ou les conséquences du plaisir. Pour le stoïcisme, le plus grand bien réside dans la raison et la vertu, mais un tel idéal s'atteint pour l'âme à travers une sorte d'indifférence au plaisir et à la souffrance (apathie): c'est pourquoi cette doctrine est devenue synonyme de maîtrise de soi devant même les pires douleurs.
Jeremy Bentham a mis de l'avant l'utilitarisme hédoniste, une doctrine qui est devenue populaire en éthique, en politique et en économie. Bentham prétendait que l'action ou la politique la plus morale est celle qui a pour conséquence « le plus grand bonheur pour le plus grand nombre ». Il a proposé une méthode appelée le « felicific calculus », ou calcul hédonique, pour déterminer combien de plaisir ou de douleur résulterait de n'importe quelle action. John Stuart Mill a amélioré et contribué à répandre l'utilitarisme hédoniste. Karl Popper, dans La Société ouverte et ses ennemis, a proposé un utilitarisme négatif, qui donne la priorité à la réduction de la souffrance sur l'accroissement du bonheur quand il s'agit d'utilité. Il argumente qu'il n'y a pas de symétrie morale entre la souffrance et le bonheur, l'une appelant urgemment à l'aide tandis que l'autre n'exige pas avec une telle urgence qu'on améliore le bonheur d'une personne qui va bien de toute façon. Plusieurs utilitaristes, depuis Bentham, affirment que le statut moral d'un être tient à sa capacité de ressentir le plaisir et la souffrance: les agents moraux devraient donc tenir compte non seulement des intérêts des êtres humains mais aussi de ceux des animaux. Peter Singer, avec son livre La Libération animale et d'autres écrits, représente l'avant-garde de cette sorte d'utilitarisme.
Une autre doctrine reliée au soulagement de la souffrance est l'humanitarisme (voir aussi aide humanitaire).
Le pessimisme, ainsi que l'a professé Arthur Schopenhauer, considère ce monde comme le pire possible, comme rempli de souffrances qui empirent toujours et que nul ne peut arrêter. Schopenhauer recommande de trouver refuge dans des choses comme l'art, la philosophie, la perte de la volonté de vivre, et la tolérance envers ses compagnons de souffrance. Friedrich Nietzsche, d'abord influencé par Schopenhauer, a développé par la suite une tout autre attitude, exaltant la volonté de puissance, méprisant la faiblesse de la compassion ou de la pitié, et recommandant d'embrasser volontairement « l’éternel retour » des plus grandes souffrances.

## Biologie, neurologie, psychologie

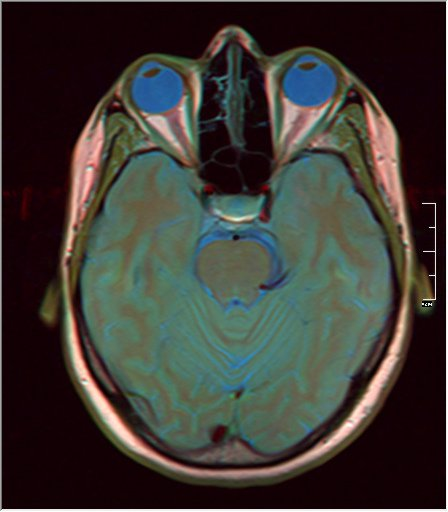
La neuro-imagerie a permis d’identifier les structures cérébrales impliquées dans la souffrance.

La souffrance et le plaisir sont des affects respectivement positifs et négatifs, des tonalités hédoniques et émotionnelles ou valences que les psychologues identifient souvent comme la base dans notre vie émotionnelle. Ils constituent ensemble le système de récompense. La souffrance peut être un trait adaptatif et améliorer la capacité de survie d’un individu. Le rôle de la sélection naturelle dans l’apparition et l’évolution de la souffrance physique et mentale est primordial. Les souffrances mettent en garde contre les menaces, motivent l'adaptation (lutte ou de fuite, évasion) et renforcent négativement certains comportements (punition, phobie). Malgré son caractère fondamentalement perturbateur, la souffrance contribue à l'organisation du sens dans le monde et dans le psychisme d'un individu. À son tour, ce sens détermine comment les individus ou les sociétés s’organisent autour de la souffrance.
De nombreuses structures cérébrales et processus physiologiques sont impliqués dans la souffrance. Diverses hypothèses tentent de rendre compte de l'expérience de la souffrance. L'une d’elles, la théorie du chevauchement de la douleur suggère que la douleur physique et la douleur sociale, à savoir deux types radicalement différents de souffrances, partagent une base phénoménologique et neurologique commune. En effet, des observations en neuro-imagerie ont montré que le cortex cingulaire s’active quand l’individu souffre de détresse sociale ou de douleur physique.

## Religion
La souffrance joue un rôle important dans la plupart des religions, relativement à des choses comme la consolation ou le réconfort, la conduite morale (ne fais de mal à personne, aide les affligés), le progrès spirituel (pénitence, ascétisme), et la destinée ultime (salut, damnation, enfer).
- Dans la Bible, la douleur est associée à une punition divine lors du non-respect des lois dictées par Dieu : « Les récits de la Bible associent souvent la prospérité et la santé à la fidélité des hommes aux commandements de Dieu. Le malheur, la souffrance, la douleur frappent toute infraction à la loi »[5]. Mais l’interprétation qu’en fait la religion catholique est différente : « La tradition chrétienne assimile en revanche la douleur au péché originel, elle en fait une donnée inéluctable de la condition humaine […]. L’acceptation de la douleur est une forme possible de dévotion qui rapproche de Dieu, purifie l’âme. Elle fut longtemps considérée, surtout dans l’Antiquité et au Moyen Âge, comme une grâce particulière […]. La mort de Jésus sur la croix est essentiellement un mystère de la souffrance, un récit de la rédemption par une douleur infinie seule propre à absorber l’infini péché de l’homme. Longtemps pour le chrétien la douleur est participation sur un mode mineur aux souffrances exemplaires du Christ »[6]. La lettre apostolique « Salvifici Doloris »[7] écrite par Jean-Paul II parle d'une souffrance qui sauve l'homme en le rapprochant de la passion du Christ. Ceci est à rapprocher à ce que disait Simone Weil : « L'extrême grandeur du christianisme vient de ce qu'il ne cherche pas un remède surnaturel contre la souffrance, mais un usage surnaturel de la souffrance ». Cette conception de la douleur est récurrente dans la culture occidentale, ce qui expliquerait que dans nos sociétés, principalement judéo-chrétiennes, la douleur est sous estimée, voire complètement occultée.

- Dans la religion musulmane : « Le musulman est moins confronté que le chrétien ou le juif au paradoxe du juste souffrant, car si pour ces derniers Dieu est amour, pour le premier il est surtout puissance absolue. Le fidèle se remet avec patience entre les mains de Dieu et témoigne de son endurance devant l’épreuve […]. La douleur n’est pas la sanction d’une faute, elle est prédestinée, inscrite en l’homme bien avant sa naissance […]. Mais si Dieu a créé la douleur il a aussi donné à l’homme les moyens de la combattre par la médecine et la prière »[8]. Ce qui signifie que les musulmans n’ont jamais refusé de soulager la douleur, ils sont même plus souvent demandeurs de soin que les juifs ou les chrétiens car la médecine est une science connue depuis de très nombreux siècles. De plus, l'Islam n’entrave pas la prise en charge de la douleur.

- Quant aux spiritualités orientales : « Le corps est douleur, parce qu’il est le lieu de la douleur ». « La misère humaine n’est pas le fait d’une punition des dieux, mais de la seule ignorance des hommes. La libération réside dans la révélation grâce à laquelle toute souffrance s’évanouit »[9]. En ce qui concerne les religions polythéistes, telles que le bouddhisme ou l’hindouisme par exemple, la religion permet aux hommes de s’affranchir de la douleur par la spiritualité. Le bouddhisme enseigne que la souffrance humaine (dukkha) provient de nos tendances, de notre habitude à nous accrocher aux souvenirs de nos expériences, à imaginer des choses qui ne sont pas encore, et de notre incapacité à percevoir correctement la réalité, dans l'instant. Elle évoque la souffrance comme ayant pour racine une insatisfaction fondamentale.

La douleur a une signification même pour les individus athées : « La douleur est une incisive figure du mal. Constant rappel de la fragilité morale de l’homme. L’idée de la maladie méritée, de la souffrance venant punir la conduite réprouvée d’un individu est encore profondément enracinée dans les consciences contemporaines ». Même chez les individus non religieux, la douleur peut être considérée comme la punition d’une faute commise.

## Psychologie
Comme le reconnaissent certains psychologues[Qui ?] lorsqu'un individu souffre psychiquement, c’est l’être tout entier, à savoir toutes les dimensions de son esprit, qui sont concernées. Au départ il s’agit souvent d’une idée, donc d’une raison précise qui à elle seule fait entrer dans l’engrenage de la souffrance. Puis tout l’univers psychique, le monde intérieur de la personne devient lui-même noir, laid, déprimant. L’ambiance de ce qui nous entoure devient en effet réellement noire simplement parce qu’elle trahit l’objet de ce qui nous agresse. De plus, ce mal-être qui accapare l’individu prend dans le même temps une forme presque physique en ce sens que l'individu ressent des sensations désagréables, pénibles, comme le cœur qui fait « mal », la sensation d’une boule dans le ventre, etc. Ainsi la souffrance s’étend à tous les aspects de la vie psychique de l’individu : les idées, le climat de son monde intérieur, et enfin au niveau de ses sensations internes (et c'est bien sur ces dernières que jouent les antidépresseurs).
La dépression, elle, est une source de souffrance a priori anormale car non justifiée par des raisons concrètes. La dépression a de particulier qu’une fois installée elle s’auto-alimente. En effet de même que l’insomniaque craint de ne pas s’endormir ce qui l’empêche effectivement de plonger dans le sommeil, de même le dépressif souffre de sa condition, a peur que son état se prolonge, et cette peur, cette simple idée, entretient bel et bien sa situation de souffrance intérieure. Il est question d'un cercle vicieux.
Bien que les dépressions puissent varier selon les individus, d'une manière générale les thérapeutes constatent que les dépressifs ont en quelque sorte découvert un monde, un univers de cauchemar, de mal-être et de laideur qui les rend malheureux et les obsède. Cet univers est fantasmagorique car créé par la personne en état de souffrance et est donc une vue tordue de la réalité, bien que pourtant bien réelle, voire plausible pour l'être, à tel point qu’il est souvent difficile d'en sortir, et que si le dépressif y parvient, les rechutes sont courantes.

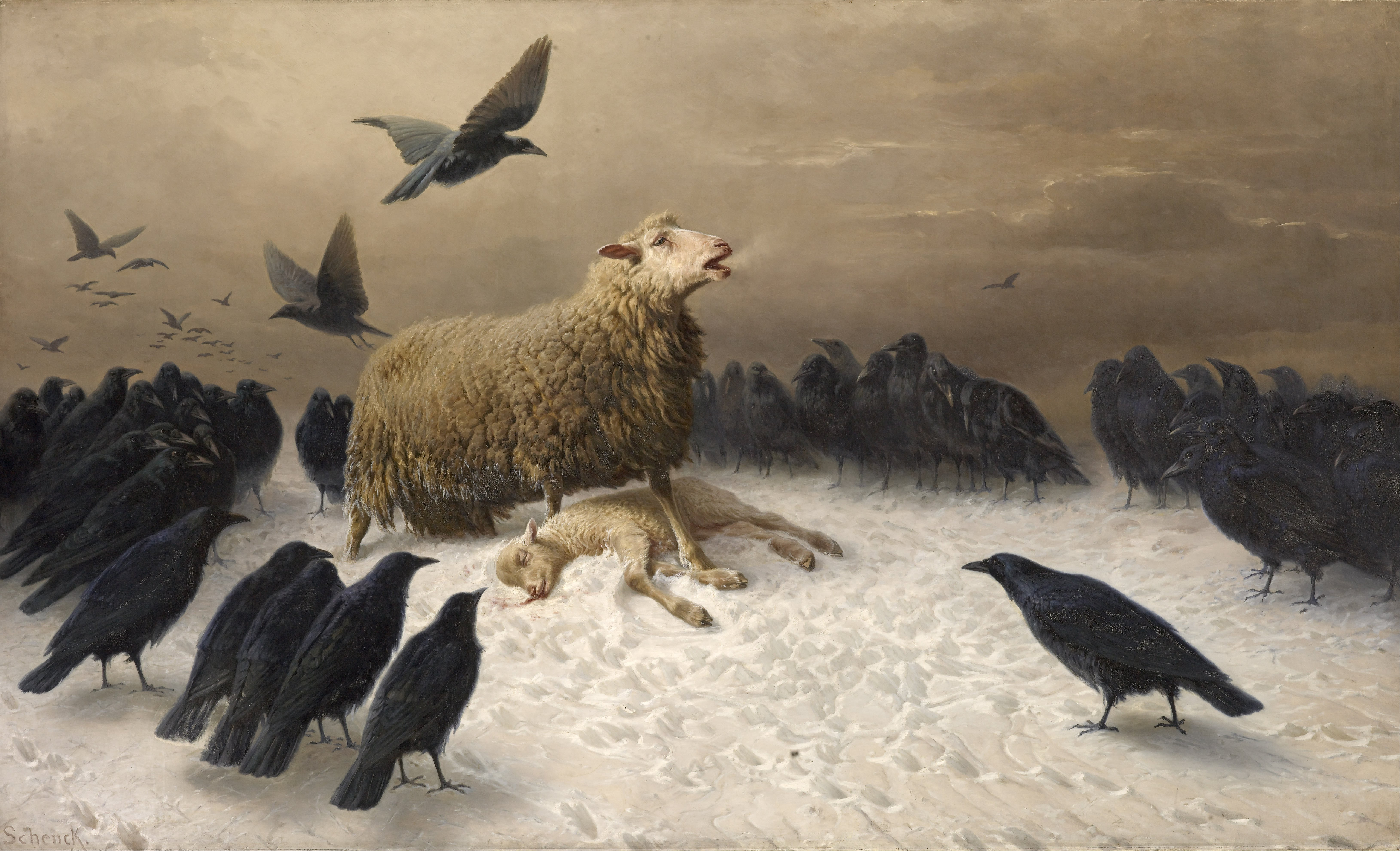
Angoisses, par August Friedrich Albrecht Schenck (tableau réalisé vers 1878).

La question de l'existence de la souffrance chez les animaux reste un sujet de controverses. De nombreux auteurs modernes pensent cependant que ceux des animaux qui possèdent des structures cérébrales comparables à celles des êtres humains (cortex cérébral ou structures semblables) et qui montrent, sur le plan de la cognition, des capacités proches de celles des humains, doivent avoir des capacités de souffrance.

## Différents types de souffrance
Les souffrances peuvent être physiques ou mentales. La liste des types de souffrances est longue et leur intensité peut aller de bénigne à une grande intensité.
Souffrances physiques
- Acouphène
- Douleur
- Faim
- Hyperacousie
- Hypoglycémie
- Hypotension
- Insomnie
- Intoxication
- Nausée
- Paresthésie
- Démangeaison
- Soif
- Suffocation
- Tremblement (maladie de Parkinson)
- Vertige

Souffrances mentales
- Angoisse
- Dépression
- Peur
- Phobie

## Lutte contre la souffrance
En médecine, les soins palliatifs servent surtout à réduire les dernières souffrances d'un malade. Les médicaments analgésiques, dont la morphine, sont fréquemment employés pour diminuer les souffrances physiques. Les souffrances psychiques et sociales sont également de plus en plus prises en charge. Enfin, il est maintenant reconnu qu'une souffrance spirituelle est également présente : « Elle est la souffrance générale qui correspond au sentiment douloureux d'être séparé, coupé de la source, de sa vitalité, de ses sens, de son humanité ».
Certains contemporains pensent que la souffrance peut et doit être totalement abolie par le biais de moyens techniques regroupés sous le nom d'ingénierie du paradis (paradise-engineering). Selon le manifeste de David Pearce « L’impératif Hédoniste » (de l’anglais The Hedonistic Imperative), la souffrance est le résultat évitable de l’évolution darwinienne. Pearce propose le remplacement de l'axe douleur / plaisir par des stimuli semblables à ceux qui pourraient être développés en robotique ou par des gradients de bonheur, grâce au génie génétique et d'autres techniques ou avancées scientifiques.
La psychologie hédoniste, la science affective, et les neurosciences affectives sont quelques-uns des domaines scientifiques émergents qui pourraient, dans les années à venir, concentrer leur attention sur le phénomène de la souffrance.